# Service-Marketing
Der (im Englischen unbekannte) Begriff Service-Marketing wird fälschlicherweise oft im Sinne von „Dienstleistungsmarketing“ (engl. services marketing) verwendet. Genau genommen bezeichnet Service-Marketing jedoch das Marketing von Sachgutherstellern, die für die von ihnen hergestellten Erzeugnisse einen Kundendienst (engl. Customer service) anbieten.
An der Hochschule Pforzheim wird ein konsekutiver Master-Studiengang für Service Marketing angeboten. Dieser umfasst sowohl das Marketing von Dienstleistungen in reinen Dienstleistungsunternehmen, als auch das Marketing von Services (im Sinne von zusätzlich angebotenen Serviceleistungen) in Unternehmen, die Sachgüter herstellen.  